# مقاطعة تسكاراواس (أوهايو)
مقاطعة تسكاراوس (بالإنجليزية: Tuscarawas County)‏ هي إحدى مقاطعات ولاية أوهايو في الولايات المتحدة الأمريكية.

## أعلام
- دانيال بست
- ويليام كونر